# ニーナ・ヒューズ
ニーナ・ヒューズ（Nina Hughes、1993年8月29日 - ）は、イングランドのプロボクサー。元WBA女子世界バンタム級王座。

## 概要
2022年11月26日、ジェイミー・ミッチェルを破りWBA女子世界バンタム級王座獲得。
2024年5月12日、西オーストラリア州パースのRACアリーナでチェルネカ・ジョンソンにプロ初黒星となる0-2判定で敗れ王座から陥落した。
2025年3月22日、ニューサウスウェールズ州シドニーにてWBA女子世界バンタム級王者のチェルネカ・ジョンソンとダイレクトリマッチで再戦するも、7回中にヒューズ陣営からタオルが投入されたため46秒TKO負けを喫し王座返り咲きおよび再起ならず。

## 戦績
- プロ：8戦 6勝 2KO 2敗

| 戦           | 日付           | 勝敗 | 時間    | 内容    | 対戦相手               | 国籍           | 備考                                                 |
| ------------ | -------------- | ---- | ------- | ------- | ---------------------- | -------------- | ---------------------------------------------------- |
| 1            | 2021年12月3日  | ☆    | 6R      | 判定3-0 | Claudia Ferenczi       | スロベニア     | プロデビュー戦                                       |
| 2            | 2022年4月15日  | ☆    | 2R 0:40 | TKO     | Bec Connolly           | イギリス       |                                                      |
| 3            | 2022年7月30日  | ☆    | 10R     | 判定2-0 | Tysie Gallagher        | イギリス       | コモンウェルス女子英連邦スーパーバンタム級王座決定戦 |
| 4            | 2022年10月15日 | ☆    | 2R 2:00 | TKO     | Flora Machela          | タンザニア     | コモンウェルス英連邦防衛1                            |
| 5            | 2022年8月6日   | ☆    | 10R     | 判定3-0 | ジェイミー・ミッチェル | アメリカ合衆国 | WBA女子世界バンタム級タイトルマッチ                  |
| 6            | 2023年6月10日  | ☆    | 10R     | 判定3-0 | Katie Healy            | イギリス       | WBA防衛1                                             |
| 7            | 2024年5月12日  | ★    | 10R     | 判定0-2 | チェルネカ・ジョンソン | オーストラリア | WBA陥落                                              |
| 8            | 2025年3月22日  | ★    | 7R 0:46 | TKO     | チェルネカ・ジョンソン | オーストラリア | WBA女子世界バンタム級タイトルマッチ                  |
| テンプレート |                |      |         |         |                        |                |                                                      |

## 獲得タイトル
- コモンウェルス女子英連邦スーパーバンタム級王座
- WBA女子世界バンタム級王座（防衛1）